# Parartocarpus
Parartocarpus es un género con trece especies de plantas de flores de la familia  Moraceae, son nativos del este de Asia. Es dioico.

## Especies seleccionadas
- Parartocarpus beccariana
- Parartocarpus borneensis
- Parartocarpus bracteata
- Parartocarpus excelsa
- Parartocarpus involucrata
- Parartocarpus microcarpus
- Parartocarpus papuana
- Parartocarpus papuanus
- Parartocarpus riedelii
- Parartocarpus spinulosus
- Parartocarpus triandrus
- Parartocarpus venenosa
- Parartocarpus woodii